# Frea latevittata
Frea latevittata är en skalbaggsart som beskrevs av Stefan von Breuning 1970. Frea latevittata ingår i släktet Frea och familjen långhorningar.
Artens utbredningsområde är Ghana. Inga underarter finns listade i Catalogue of Life.